# Flybondi

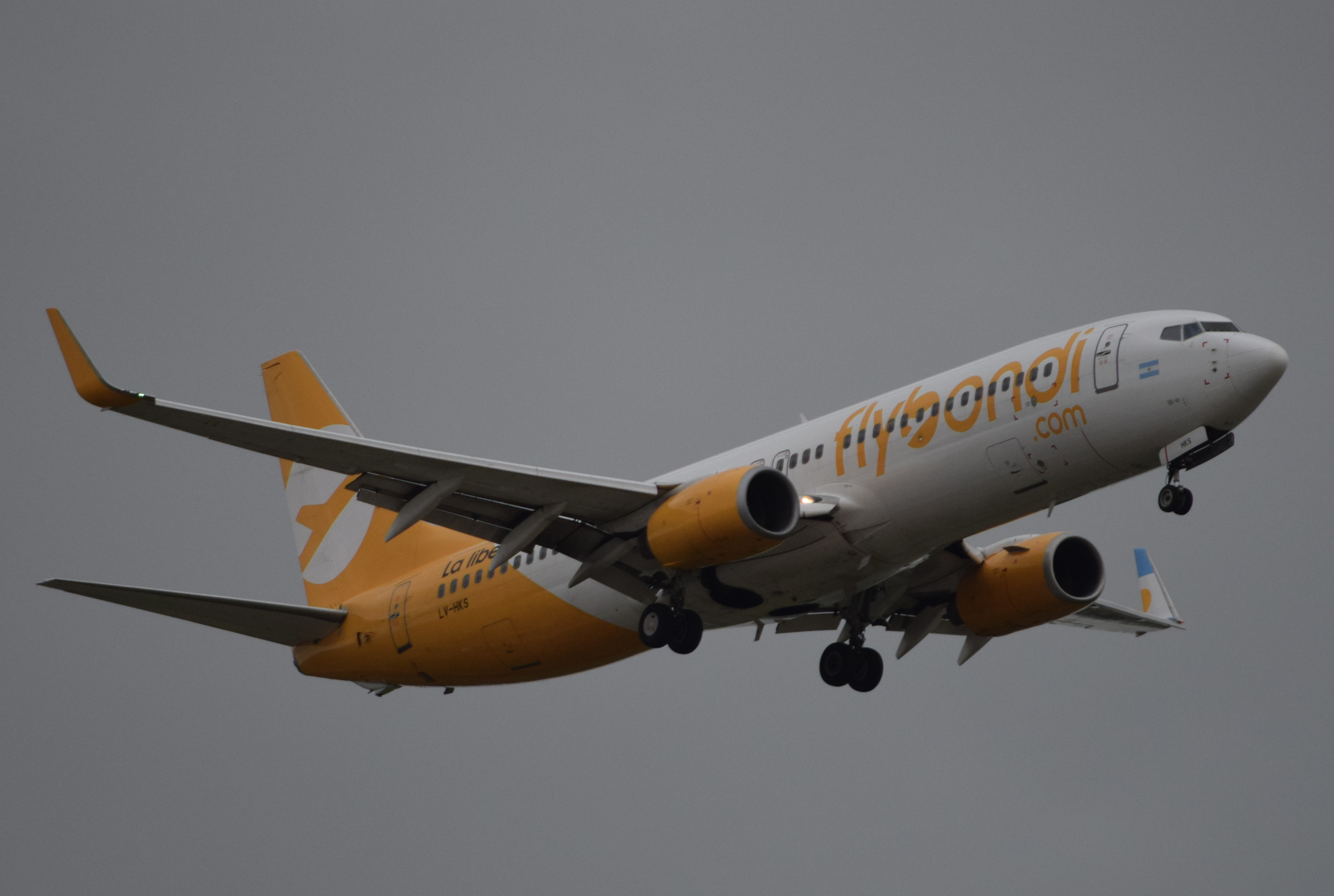
Imagem ilustrativa

A Flybondi é uma empresa aérea de baixo custo com sede em Buenos Aires na Argentina que iniciou suas operações em 26 de janeiro de 2018, a companhia opera com aviões Boeing 737. É auto declarada uma ultra low cost. Possui sua  sede no Aeroporto El Palomar, na Região Metropolitana de Buenos Aires.

## Frota
| Aeronave       | Em Serviço | Ordens | Capacidade      | Notas                                          |
| -------------- | ---------- | ------ | --------------- | ---------------------------------------------- |
| Boeing 737-800 | 12         | 0      | 189 Passageiros | LV-HKN, LV-KAH, LV-KAY, LV-KCD, LV-KCE, LV-KDR |
| Total          | 6          | 4      |                 |                                                |